# Fußball-Europameisterschaft der Frauen 2013/Deutschland
Dieser Artikel behandelt die deutsche Nationalmannschaft bei der Fußball-Europameisterschaft der Frauen 2013 in Schweden. Deutschland war Titelverteidiger und Rekordeuropameister mit sieben Titeln und konnte den Titel zum fünften Mal in Folge verteidigen und damit den achten Titel gewinnen.

## Qualifikation
Deutschland wurde für die Qualifikation in Gruppe 2 gelost und traf dabei auf Kasachstan, Rumänien, die Schweiz, Spanien und die Türkei. In den zehn Spielen blieb die deutsche Auswahl ungeschlagen und konnte bis auf ein 2:2 in Spanien alle Spiele gewinnen. Der 17:0-Sieg gegen Kasachstan war gleichzeitig ein neuer Rekordsieg. Mit einem 10:0 gegen die Türkei gab es einen weiteren zweistelligen Sieg der DFB-Elf.
Seit nunmehr 26 EM-Qualifikationsspielen ist die deutsche Mannschaft ungeschlagen. Célia Okoyino da Mbabi war mit 17 Treffern die erfolgreichste Torschützin der gesamten Qualifikation. In drei Spielen gelangen ihr jeweils vier Treffer. Beim Spiel gegen Kasachstan brauchte sie nur 14 Minuten. Der Gruppenzweite Spanien setzte sich in den Playoff-Spielen gegen Schottland durch und qualifizierte sich ebenfalls.

### Tabelle
| Pl. | Team        | Sp. | S | U | N | Tore  | Punkte |
| --- | ----------- | --- | - | - | - | ----- | ------ |
| 1   | Deutschland | 10  | 9 | 1 | 0 | 64:03 | 28     |
| 2   | Spanien     | 10  | 6 | 2 | 2 | 43:14 | 20     |
| 3   | Rumänien    | 10  | 5 | 1 | 4 | 20:20 | 16     |
| 4   | Schweiz     | 10  | 5 | 0 | 5 | 29:24 | 15     |
| 5   | Kasachstan  | 10  | 2 | 1 | 7 | 04:55 | 07     |
| 6   | Türkei      | 10  | 0 | 1 | 9 | 04:48 | 01     |

### Spielergebnisse
| 17.09.2011 | Augsburg SGL arena                          | Deutschland | – | Schweiz     | 4:1 (1:0)   | Tore: 1:0, 2:0 Fatmire Bajramaj (32., 66.), 2:1 Ramona Bachmann (68.), 3:1 Linda Bresonik (73.), 4:1 Martina Müller (79.) |
| 22.10.2011 | Bukarest Mogoșoaia                          | Rumänien    | – | Deutschland | 0:3 (0:1)   | Tore: 0:1 Lena Goeßling (21.), 0:2 Fatmire Bajramaj (56.), 0:3 Melanie Behringer (59., Elfmeter) |
| 19.11.2011 | Wiesbaden Brita-Arena                       | Deutschland | – | Kasachstan  | 17:0 (10:0) | Tore: 1:0, 3:0, 5:0, 6:0 Célia Okoyino da Mbabi (3., 10., 14., 16.), 2:0, 4:0, 8:0, 12:0 Alexandra Popp (5., 11., 31., 59.), 7:0, 10:0 Simone Laudehr (23., 41.), 9:0 Melanie Behringer (Elfmeter), 11:0 Fatmire Bajramaj (51.), 13:0, 14:0, 17:0 Babett Peter (62., 65., 89.), 15:0, 16:0 Martina Müller (74., 85.) |
| 24.11.2011 | Motril Estadio Municipal Escribano Castilla | Spanien     | – | Deutschland | 2:2 (0:2)   | Tore: 0:1 Lena Goeßling (27.), 0:2 Ruth García (30., Eigentor), 1:2 Verónica Boquete (57.), 2:2 Willy (90.+1) |
| 15.02.2012 | Izmir Buca Arena                            | Türkei      | – | Deutschland | 0:5 (0:2)   | Tore: 0:1 Dzsenifer Marozsán (10.), 0:2 Célia Okoyino da Mbabi (11.), 0:3 Linda Bresonik (71.), 0:4, 0:5 Melanie Behringer (76., 90.) |
| 31.03.2012 | Mannheim Carl-Benz-Stadion                  | Deutschland | – | Spanien     | 5:0 (1:0)   | Tore: 1:0, 2:0, 4:0, 5:0 Célia Okoyino da Mbabi (24., 58., 68., 86.), 3:0 Alexandra Popp (61.) |
| 05.04.2012 | Suhr Stadion Brügglifeld                    | Schweiz     | – | Deutschland | 0:6 (0:3)   | Tore: 0:1, 0:3, 0:5, 0:6 Célia Okoyino da Mbabi (16., 38., 71., 85.), 0:2 Anja Mittag (24.), 0:4 Marie-Andrea Egli (64., Eigentor) |
| 31.05.2012 | Bielefeld SchücoArena                       | Deutschland | – | Rumänien    | 5:0 (3:0)   | Tore: 1:0 Linda Bresonik (1.), 2:0, 4:0, 5:0 Alexandra Popp (34., 50., 90.), 3:0 Dzsenifer Marozsán (40.) |
| 15.09.2012 | Qaraghandy Schachtjor-Stadion               | Kasachstan  | – | Deutschland | 0:7 (0:3)   | Tore: 0:1, 0:3 Célia Okoyino da Mbabi (8., 42.), 0;2 Viola Odebrecht (33.), 0:4 Anja Mittag (55.), 0:5 Bianca Schmidt (63.), 0:6 Martina Müller (86.), 0:7 Lena Goeßling (87.) |
| 19.09.2012 | Duisburg Schauinsland-Reisen-Arena          | Deutschland | – | Türkei      | 10:0 (3:0)  | Tore: 1:0, 7:0 Célia Okoyino da Mbabi (17., 74.), 2:0 Anja Mittag (23.), 3:0 Simone Laudehr (45.+1, Elfmeter), 4:0, 5:0 Melanie Behringer (52., 60. Elfmeter), 6:0, 9:0, 10:0 Martina Müller (72., 86., 90.+2), 8:0 Fatmire Bajramaj (85.)                                                                           |

## Vorbereitung
Insgesamt wurden drei Lehrgänge sowie drei Vorbereitungsspiele angesetzt, unter anderem gegen den amtierenden Weltmeister Japan.
| 15.06.2013 | Essen Stadion Essen      | Deutschland | – | Schottland | 3:0 (3:0) | Tore: 1:0 Lena Goeßling (33.), 2:0, 3:0 Célia Okoyino da Mbabi (43., 44.)                           |
| 19.06.2013 | Paderborn Benteler-Arena | Deutschland | – | Kanada     | 1:0 (0:0) | Tore: 1:0 Leonie Maier (53.)                                                                        |
| 29.06.2013 | München Allianz Arena    | Deutschland | – | Japan      | 4:2 (1:1) | Tore: Maier (17.), Ōno (40.), Celia Okoyino da Mbabi (46./FE, 87.), Ōgimi (60.), Laudehr (90.+1/FE) |

## Kader
Am 21. Mai 2013 benannte die Bundestrainerin Silvia Neid ein 28-köpfiges vorläufiges Aufgebot. Bereits einen Tag später musste Viola Odebrecht wegen eines Knorpelschadens im Knie absagen. Für sie wurde Isabelle Linden nachnominiert. Am 28. Mai 2013 sagte Verena Faißt ihre Teilnahme ab, da sie am Pfeifferschen Drüsenfieber erkrankte. Die Bundestrainerin verzichtete auf eine Nachnominierung. Fünf Tage später musste auch Alexandra Popp wegen einer Knöchelverletzung ihre Teilnahme absagen. Für sie wurden Isabel Kerschowski und Sara Däbritz nachnominiert.
Schließlich sagte Linda Bresonik am 13. Juni wegen einer Entzündung der Achillessehne ihre EM-Teilnahme ab. Auch hier verzichtete die Bundestrainerin auf eine Nachnominierung. Es folgten Absagen von Kim Kulig wegen einer Schädigung des Außenmeniskus und Babett Peter wegen eines Ermüdungsbruch des Kahnbeins. Am 20. Juni 2013 nominierte Silvia Neid schließlich den EM-Kader, dem Kathrin Längert und Isabel Kerschowski nicht angehören. Das Durchschnittsalter der Mannschaft beträgt 24,1 Jahre und ist damit das niedrigste aller EM-Kader. Laura Benkarth und Sara Däbritz hatten vor dem Turnier noch keine Einsätze in der Nationalmannschaft. Im Kader stehen noch 9 Spielerinnen aus dem erfolgreichen EM-Kader 2009 und zehn Teilnehmerinnen der WM 2011. Sieben Spielerinnen standen 2012 im Kader für die U-20. Erfahrenste Spielerin mit 118 Länderspielen (Stand 29. Juni 2013) war die Torhüterin und Kapitänin Nadine Angerer.
| Nummer      | Name                   | Verein vor EM-Beginn   | Geburtstag | Sp. | Tor | Gelbe Karte |     | Rote Karte |
| Tor         | Tor                    | Tor                    | Tor        | Tor | Tor | Tor         | Tor | Tor        |
| ----------- | ---------------------- | ---------------------- | ---------- | --- | --- | ----------- | --- | ---------- |
| 01          | Nadine Angerer         | 1. FFC Frankfurt       | 10.11.1978 | 6   | 0   | 0           | 0   | 0          |
| 21          | Laura Benkarth         | SC Freiburg            | 14.10.1992 | 0   | 0   | 0           | 0   | 0          |
| 12          | Almuth Schult          | SC 07 Bad Neuenahr     | 09.02.1991 | 0   | 0   | 0           | 0   | 0          |
| Abwehr      |                        |                        |            |     |     |             |     |            |
| 03          | Saskia Bartusiak       | 1. FFC Frankfurt       | 09.09.1982 | 6   | 0   | 0           | 0   | 0          |
| 15          | Jennifer Cramer        | 1. FFC Turbine Potsdam | 24.02.1993 | 5   | 0   | 2           | 0   | 0          |
| 17          | Josephine Henning      | VfL Wolfsburg          | 08.09.1989 | 0   | 0   | 0           | 0   | 0          |
| 05          | Annike Krahn           | Paris Saint-Germain    | 01.07.1985 | 6   | 0   | 0/1         | 0   | 0          |
| 04          | Leonie Maier           | SC 07 Bad Neuenahr     | 29.09.1992 | 6   | 0   | 1           | 0   | 0          |
| 02          | Bianca Schmidt         | 1. FFC Frankfurt       | 23.01.1990 | 2   | 0   | 0           | 0   | 0          |
| 22          | Luisa Wensing          | VfL Wolfsburg          | 08.02.1993 | 1   | 0   | 0           | 0   | 0          |
| Mittelfeld  |                        |                        |            |     |     |             |     |            |
| 19          | Fatmire Bajramaj       | 1. FFC Frankfurt       | 01.04.1988 | 1   | 0   | 0           | 0   | 0          |
| 07          | Melanie Behringer      | 1. FFC Frankfurt       | 18.11.1985 | 1   | 0   | 0           | 0   | 0          |
| 23          | Sara Däbritz           | SC Freiburg            | 15.02.1995 | 2   | 0   | 0           | 0   | 0          |
| 20          | Lena Goeßling          | VfL Wolfsburg          | 08.03.1986 | 5   | 0   | 0           | 0   | 0          |
| 18          | Svenja Huth            | 1. FFC Frankfurt       | 25.01.1991 | 0   | 0   | 0           | 0   | 0          |
| 08          | Nadine Keßler          | VfL Wolfsburg          | 04.04.1988 | 6   | 0   | 1           | 0   | 0          |
| 06          | Simone Laudehr         | 1. FFC Frankfurt       | 12.07.1986 | 6   | 1   | 0/1         | 0   | 0          |
| 16          | Melanie Leupolz        | SC Freiburg            | 14.04.1994 | 4   | 0   | 0           | 0   | 0          |
| 14          | Isabelle Linden        | Bayer 04 Leverkusen    | 15.01.1991 | 0   | 0   | 0           | 0   | 0          |
| Angriff     |                        |                        |            |     |     |             |     |            |
| 09          | Lena Lotzen            | Bayern München         | 11.09.1993 | 6   | 1   | 0           | 0   | 0          |
| 10          | Dzsenifer Marozsán     | 1. FFC Frankfurt       | 18.04.1992 | 6   | 1   | 0           | 0   | 0          |
| 11          | Anja Mittag            | LdB FC Malmö           | 16.05.1985 | 6   | 1   | 0           | 0   | 0          |
| 13          | Célia Okoyino da Mbabi | SC 07 Bad Neuenahr     | 27.06.1988 | 5   | 2   | 0           | 0   | 0          |
| Trainerstab |                        |                        |            |     |     |             |     |            |
|             | Silvia Neid            | Trainerin              | 02.05.1964 |     |     |             |     |            |
|             | Ulrike Ballweg         | Co-Trainerin           | 17.09.1965 |     |     |             |     |            |
|             | Michael Fuchs          | Torwarttrainer         | 04.01.1970 |     |     |             |     |            |
|             | Dr. Norbert Stein      | Konditionstrainer      | 14.10.1953 |     |     |             |     |            |

## Prämien
Durch die Titelverteidigung erhält jede Spielerin 22.500 € (2009 waren es 12.000 €). Für den zweiten Platz wären es 15.000 €, wenn das Aus im Halbfinale gekommen wäre 10.000 € und bei einem Aus im Viertelfinale 5.000 € gewesen.

## EM-Endrunde
Die deutsche Mannschaft traf in der Vorrundengruppe B erstmals bei einer EM auf die Niederlande und wie 2009 auf Island sowie Norwegen.
Nach einem ernüchternden 0:0 gegen die Niederlande wurde Island mit 3:0 besiegt. Auf Grund der Ergebnisse der anderen Gruppen stand der Viertelfinaleinzug der deutschen Mannschaft schon vor dem letzten Spiel fest, bei dem es nur noch um den Gruppensieg ging. Obwohl die deutsche Mannschaft über weite Strecken das Spielgeschehen bestimmte, konnten die Norwegerinnen kurz vor Ende der ersten Halbzeit durch einen abgefälschten Schuss mit 1:0 in Führung gehen und diese bis zum Spielende verteidigen. Die deutsche Mannschaft konnte keine zwingende Torchance mehr erarbeiten. Damit verlor Deutschland erstmals seit dem 3. Juli 1993 wieder ein EM-Endrundenspiel und erstmals seit dem 11. März 2009 wieder gegen eine europäische Mannschaft. Als Gruppenzweiter traf die Mannschaft im Viertelfinale wie 2009 auf Italien, gegen das zuletzt in der Vorbereitung auf die WM 2011 mit 5:0 gewonnen wurde. Durch einen 1:0-Sieg gelang der Einzug ins Halbfinale gegen Gastgeber Schweden. In zuvor vier EM-Begegnungen gab es vier deutsche Siege und auch im fünften EM-Spiel gegen Schweden blieb die deutsche Mannschaft mit 1:0 siegreich. Sie erreichte somit zum sechsten Mal in Folge das Finale. Im Endspiel traf die DFB-Auswahl erneut auf Vorrundengegner Norwegen und konnte zum achten Mal den Titel holen, wobei die Hälfte der Titel gegen Norwegen gewonnen wurde. Mit dem 8. Titel stellte die deutsche Mannschaft den Rekord der chinesischen Fußballnationalmannschaft der Frauen ein, die achtmal die Fußball-Asienmeisterschaft der Frauen gewonnen hat. Nur Uruguay und Argentinien bei den Männern haben mehr Kontinentalmeisterschaften gewonnen, wobei die Copa América wesentlich häufiger ausgetragen wurde.
| Pl. | Land        | Sp. | S | U | N | Tore    | Diff. | Punkte |
| --- | ----------- | --- | - | - | - | ------- | ----- | ------ |
| 1.  | Norwegen    | 3   | 2 | 1 | 0 | 003:100 | +2    | 07     |
| 2.  | Deutschland | 3   | 1 | 1 | 1 | 003:100 | +2    | 04     |
| 3.  | Island      | 3   | 1 | 1 | 1 | 002:400 | −2    | 04     |
| 4.  | Niederlande | 3   | 0 | 1 | 2 | 000:200 | −2    | 01     |

### Gruppenspiele
| Donnerstag, 11. Juli 2013, 20:30 Uhr in Växjö |   |             |           |
| Deutschland                                   | – | Niederlande | 0:0       |
| Sonntag, 14. Juli 2013, 20:30 Uhr in Växjö    |   |             |           |
| Island                                        | – | Deutschland | 0:3 (0:1) |
| Mittwoch, 17. Juli 2013, 18:00 Uhr            |   |             |           |
| Deutschland                                   | – | Norwegen    | 0:1 (0:1) |

### Finalrunde
| Sonntag, 21. Juli 2013, 18:00 Uhr in Växjö     |   |             |           |
| Italien                                        | – | Deutschland | 0:1 (0:1) |
| Mittwoch, 24. Juli 2013, 20:30 Uhr in Göteborg |   |             |           |
| Schweden                                       | – | Deutschland | 0:1 (0:1) |
| Sonntag, 28. Juli 2013, 16:00 Uhr in Solna     |   |             |           |
| Deutschland                                    | – | Norwegen    | 1:0 (0:0) |